# Banda W
La banda W es una parte de la región de microondas del espectro electromagnético. Su rango de frecuencias está comprendido entre 75 y 110 GHz.Se encuentra justo encima de la Banda V designada por el IEEE y comprendida en el rango de frecuencias (50–75 GHz) y se solapa con la "Banda M" asignada por la OTAN y comprendida en el rango de frecuencias (60–100 GHz). La Banda W se utiliza para investigaciones con ondas milimétricas de radar, para aplicaciones militares de seguimiento y apuntamiento con radares, y para otras aplicaciones no militares.
La mayoría de las cámaras de ondas milimétricas pasivas que se usan para detecciones con armas encubiertas, operan a una frecuencia de 94 GHz. Se usa una frecuencia de alrededor de 77 GHz para aplicaciones de radar en navegadores de a bordo de los vehículos.
La ventana de radio atmosférica, de frecuencia 94 GHz está en uso en proyecciones de imagen  de radares de ondas milimétricas, para aplicaciones en el campo de astronomía, defensa, y seguridad.
Existen arma no letales, que utilizan ondas milimétricas de microondas para calentar una capa fina de la piel humana hasta una temperatura intolerable con el fin de alejar a la persona apuntada. Una ráfaga de 2 segundos, a una frecuencia de 95 GHz, en el ángulo deseado, calienta la piel humana hasta una temperatura de 54 °C (130 °F) a una profundidad de 0,4 mm. En Estados Unidos, la Fuerza Aérea y los Marines utilizan actualmente este tipo de sistemas activos.
El segmento de frecuencias 71-76 GHz / 81-86 GHz de la Banda W ha sido asignado por la Union Internacional de las Telecomunicaciones (UIT).Gracias al incremento del espectro radioeléctrico y la congestión de la órbita a bajas frecuencias, las asignaciones para aplicaciones satélite de la banda W están creando un gran interés en operadores comerciales de servicios vía satélite, sin embargo, aún no se ha implementado ningún proyecto comercial en estas bandas.